# Marie Uherská
Marie Uherská, též Marie z Anjou (1371 – 17. května 1395, Velký Varadín) byla třetí nebo čtvrtou, ale jistě nejstarší přeživší dcerou polského a uherského krále Ludvíka I. a jeho druhé choti Alžběty Bosenské. Stala se manželkou Zikmunda Lucemburského a dočasně samostatnou uherskou a chorvatskou královnou. Byla poslední z dynastie Anjouovců na uherském trůně.

## Dědička polského a uherského krále
Karel IV. předurčil syna Zikmunda po dohodě s Ludvíkem I. jako manžela jeho dcery a dědičky Marie. Zásnuby se konaly roku 1379 v Trnavě a dvanáctiletý Zikmund zůstal v příštích letech v Uhersku. Král Ludvík zemřel roku 1382 a Poláci odmítli další spojení s Uhrami. Za polskou královnu zvolili Mariinu mladší sestru Hedviku, provdanou za Vladislava II. Jagella. V Uhrách nechala královna vdova Alžběta korunovat královnou Marii, která se po Zikmundově odchodu z Uher, kde žil v letech 1379–82, zasnoubila s Ludvíkem Orleánským.

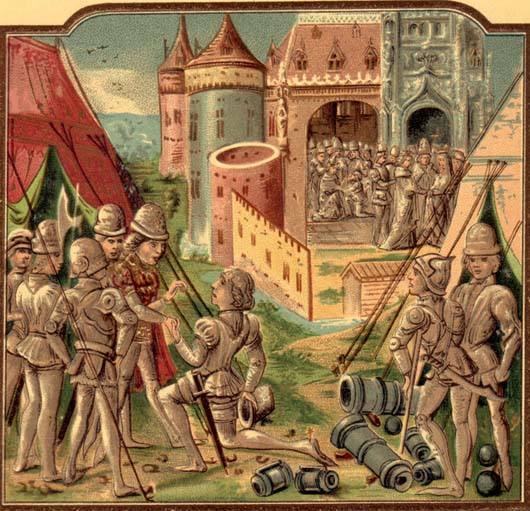
Mariina svatba se Zikmundem, v popředí Ludvík Orleánský

V době Mariiny neplnoletosti za ni vládla matka a magnát Mikuláš I. Gorjanský. S tím byli uherští velmoži nespokojeni a nabídli korunu Karlu III., kterému Ludvík pomohl k chorvatskému a neapolskému trůnu (1381). Karel však musel Ludvíkovi přísahat, že neohrozí práva jeho dcer. Přesto po nabídce uherského trůnu Karel táhl s vojskem na Budín. Královny se nebránily, pravděpodobně doufaly, že Karel splní slib. Ten se nechal korunovat 31. prosince 1385 ve Stoličném Bělehradě uherským králem Karlem II. Zikmund vtrhl do Uher pod záminkou ochrany práv své snoubenky a vynutil si sňatek s ní. Lucemburk kvůli výdajům na dobytí Uher zastavil svému bratranci Joštovi Braniborsko na pět let.
Královna vdova se Karlu Neapolskému pomstila rovněž zradou. Pověřila svého důvěrníka Blažeje Forgáče, aby na něj spáchal atentát. 7. února 1386 uherští spiklenci na krále zaútočili sekerou a poranili mu oko. Poté byl vsazen do žaláře a ve vězení otráven nebo uškrcen. Zemřel po 55 dnech vlády. Karlův dědic Ladislav se po celý život neúspěšně snažil ovládnout Uhersko.

## V zajetí
V létě 1386 během cesty na hrad Gorjany byly královny přepadené stoupenci zavražděného Karla Neaopolského, Horváthovci. Stalo se tak nejspíš z popudu osmnáctiletého Zikmunda Lucemburského.[zdroj?] Mnozí z průvodu byli zabiti, mimo jiné Mikuláš Gorjanský a Blažej Forgáč (jejich hlavy byly poslány vdově po Karlovi do Neapole). Královny zůstaly v zajetí na hradě Gomnec.
V lednu 1387 Alžbětu Bosenskou před očima dcery zardousil Jan Horváth, údajně protože poslala zprávu do Benátek, aby s loďstvem blokovali Novigrad a zabránili odvezení Alžběty a Marie do Neapole. Marie z toho všeho vinila manžela a spojila se s Horváthovci a darovala jim pozemky na Slovensku a v Bosně. V létě 1387 byla Marie vysvobozená vojskem svého strýce Štěpána.[rozpor] Horváthovci byli zavražděni Zikmundovými muži s tím, že se Zikmund pomstil vrahům Alžběty. Marie chtěla stanovit strýce Štěpána Tvrtka dědicem Arpádovců, ale ten zemřel roku 1391, pravděpodobně byl zavražděn.[zdroj?]
V roce 1387 byl Zikmund korunovaný uherským králem a spoluvládcem Marie, de facto ale vládl sám. Královna zemřela při pádu z koně 17. května 1395. Právě čekala dítě, možná dědice, a pro lucemburskou dynastii to znamenalo neblahý vývoj.